# Pseudosphex venezuelensis
Pseudosphex venezuelensis là một loài bướm đêm thuộc phân họ Arctiinae, họ Erebidae.